# 友部ジャンクション
友部ジャンクション （ともべジャンクション）は、茨城県笠間市随分附にある、常磐自動車道と北関東自動車道（栃木-茨城区間）を接続するジャンクションである。

## 歴史
- 2000年（平成12年）
  - 3月18日：北関東自動車道・友部JCT - 水戸南IC間開通に伴い、供用開始[1]。
  - 12月2日：北関東自動車道・友部IC - 友部JCT間開通[1]。
- 2006年（平成18年）10月1日：友部スマートインターチェンジ（SIC）併用に伴い、当JCT番号を「8-2」に変更[注釈 1]

## 接続する道路

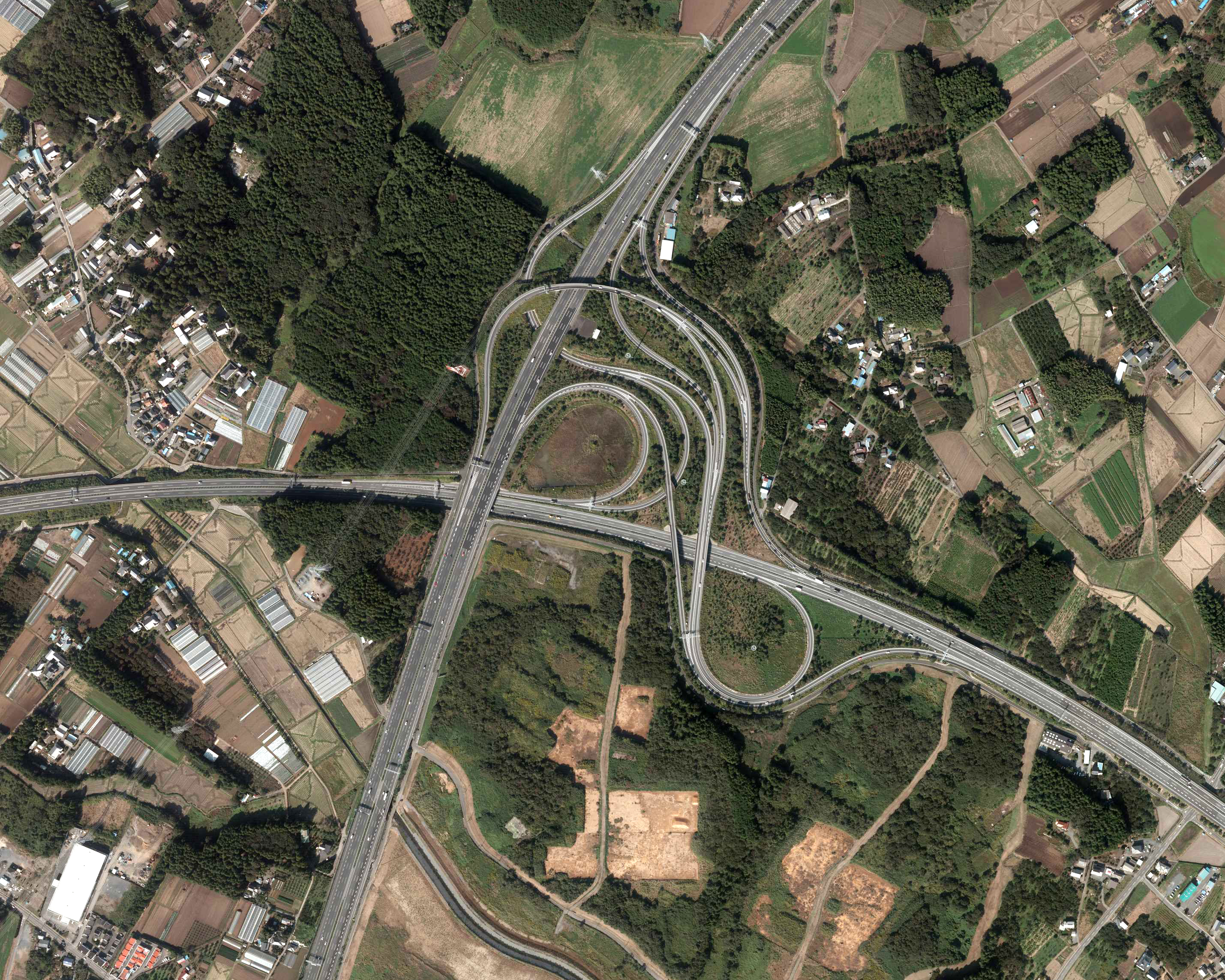
友部ジャンクション周辺の空中写真。
。
（2012年10月15日撮影の画像を使用作成。）

- E6 常磐自動車道（8-2番）
- E50 北関東自動車道（8-2番）

## 隣
E6 常磐自動車道
(8) 岩間IC - (8-1) 友部SA/SIC - (8-2) 友部JCT - (9) 水戸IC
E50 北関東自動車道
(14) 友部IC - (8-2) 友部JCT - (15) 茨城町西IC